# Jürgen Baur (Jurist)
Jürgen Maria Baur (* 13. September 1935 in Köln-Lindenthal; † 15. November 2022) war ein deutscher Rechtsanwalt und Verfasser des 1970 erstmals erschienenen juristischen Kommentars Investmentgesetze.

## Leben

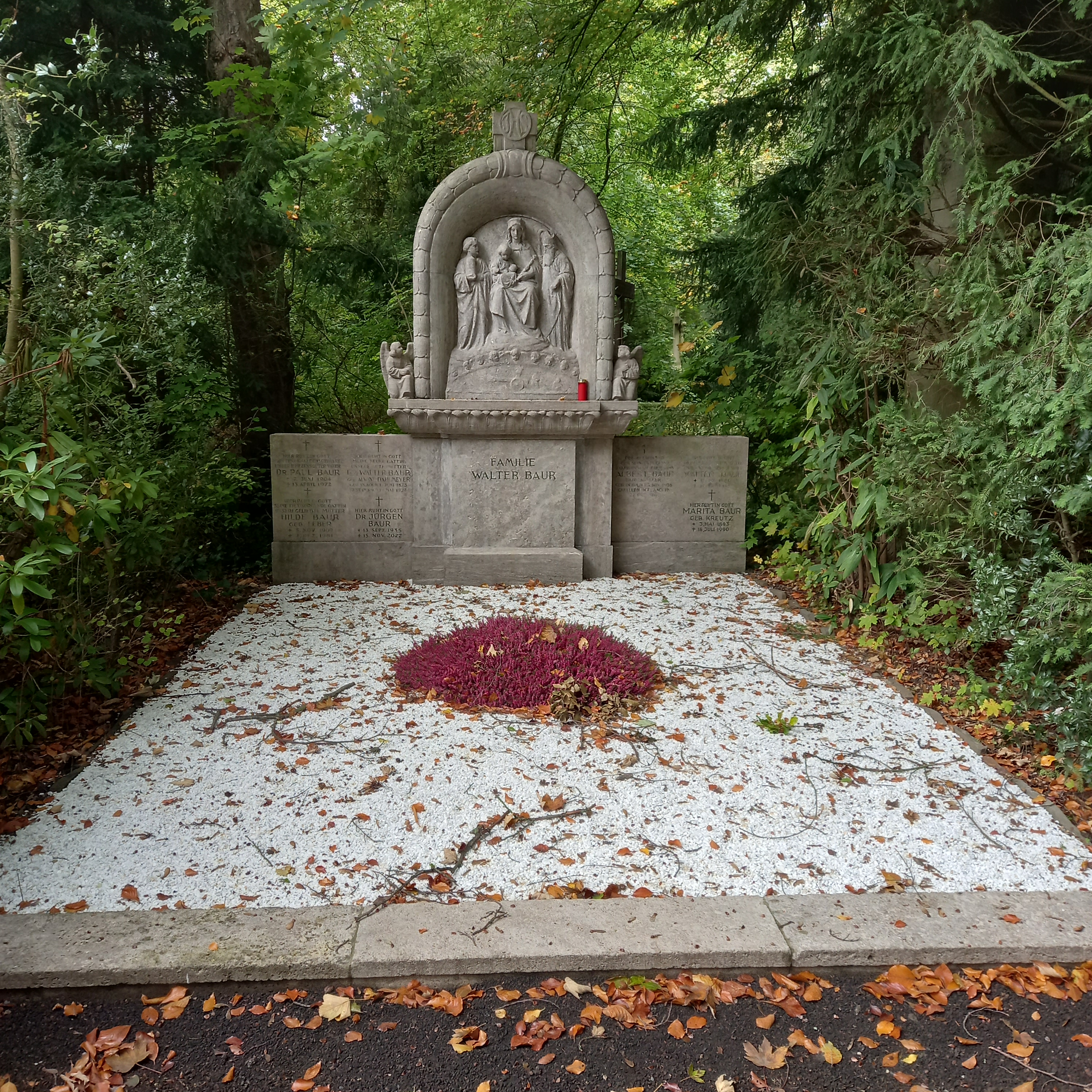
Das Grab von Jürgen Baur auf dem Südfriedhof (Köln)

Jürgen Baur machte das Abitur 1955 am altsprachlichen Zweig des Staatlichen Apostelgymnasiums in Köln. Er war in der Oberstufe Stipendiat des Kölner Gymnasial- und Stiftungsfonds. 1955 begann er ein halbjähriges Bankpraktikum und anschließend das Juristische Studium an der Universität zu Köln. 1959 bestand er das 1. juristische Staatsexamen und 1964 das 2. juristische Staatsexamen und erhielt zugleich an der Universität zu Köln die Promotion zum Dr. jur. utr. mit einer staatsphilosophischen Dissertation bei Ernst von Hippel über „Gott, Recht und Weltliches Regiment im Werke Calvins“. 1960/61 absolvierte Jürgen Baur ein sechsmonatiges Praktikum bei den Europäischen Gemeinschaften in Brüssel, Generaldirektion Innerer Markt. 1964 bis 1966 übte er eine Tätigkeit als angestellter Rechtsanwalt in Köln, von 1966 bis 1969 die eines wissenschaftlichen Mitarbeiters beim Bundesverband des privaten Bankgewerbes in Köln aus. 1969 wechselte er in die Rechtsabteilung der privaten Bank Berliner Handels-Gesellschaft in Frankfurt am Main, die später mit der Frankfurter Bank zur BHF-Bank fusionierte. Er war dort von 1970 bis 1974 Geschäftsführer der Frankfurt-Trust Investmentgesellschaft und der Frankfurter Vermögenstreuhand (Konzerntöchter der BHF-Bank, Frankfurt). 1973/1974 zeitgleich und von 1973 bis 2007 war Jürgen Baur Gründungsgeschäftsführer der 1973 gegründeten Aachener Grundvermögen Kapitalanlagegesellschaft mbH, Köln.
Seit 1970 war Jürgen Baur Mitglied der CDU, zunächst in Frankfurt am Main und seit 1974 in Köln. In Frankfurt am Main war er 1972/1973 für die CDU gewähltes Mitglied im ersten Ortsbeirat von Frankfurt-Sachsenhausen.
Jürgen Baur wurde 1982 nach erfolgter Wahl durch das zuständige Ministerium des Landes Nordrhein-Westfalen zum Mitglied des  Verwaltungsrates des Kölner Gymnasial- und Stiftungsfonds und 1994 zum Vorsitzenden des Verwaltungsrates ernannt. Aus diesem Amt schied Jürgen Baur am 31. Dezember 2011 aus. Die Verabschiedung erfolgte mit Ehrung im Januar 2012 durch die Regierungsvizepräsidentin Ulrike Schwarz.
Seit 1998 war er Rechnungsprüfer der St. Elisabeth-Hilfe für erkrankte katholische Schwestern e. V., Köln. Seit 2000 war Jürgen Baur Mitglied und seit 2011 stellvertretender Vorsitzender im Stiftungsvorstand der Maria-Theresia-Bonzel-Stiftung, Olpe. 2003 wurde er zum Mitglied in den Vorstand der Stiftung St. Marien-Hospital, Köln, berufen.
1998 bis 2004 war er stellvertretender Vorsitzender des Vorstandes des KSD Katholischer Siedlungsdienst e. V, Bundesverband für Wohnungswesen und Städtebau, Berlin. Als Vertreter des KSD war er Teilnehmer an der AEK Arbeitsgemeinschaft des Evangelischen Siedlungswerkes und des KSD Katholischer Siedlungsdienst e. V., ferner an der Arbeitsgemeinschaft der Europäischen Christlichen Siedlungs- und Wohnungsunternehmen.
1986 bis 2006 war er Vorsitzender des Heimvereins der katholischen Studentenverbindung K.St.V. Rheinpfalz zu Köln im KV, dort von 1981 bis 1986 Vorstand des Altherrenvereins.
Seit 2011 war er Mitglied im Kirchenvorstand einer aus ursprünglich vier Pfarreien neu gebildeten katholischen Kirchengemeinde in Köln-Lindenthal/Kriel. Zuvor war er in einer der Ursprungspfarreien acht Jahre Mitglied im Pfarrgemeinderat, davon vier Jahre als Vorsitzender, sowie von 1994 bis 2006 Mitglied im Kirchenvorstand, davon seit 1997 stellvertretender Vorsitzender.
Seit 2009 war er im Auftrag von fünf deutschen katholischen Bistümern Geschäftsführer der SVG – Sondervermögen-Verwaltungsgesellschaft mbH und der IFAGE Grundstücksverwaltungsgesellschaft mbH in Wiesbaden, die die Büroimmobilie Unter den Eichen 7 verwalten.
Er ist ein Ururenkel von Johann Nicola Baur aus Adenau/Eifel. Jürgen Baur war römisch-katholischer Konfession, verheiratet, hatte eine Tochter und einen Sohn. Er lebte in Köln. Als Freund der Medaillenkunst hat er mehrere Kunstmedaillen beauftragt: Medaille von John Michael Bachem, Dr. Jürgen Baur 2001; Medaille von Hans Karl Burgeff, Jürgen Baur, 65 Jahre, 2000;  Medaille von Agatha Kill, Dr. Jürgen Baur, 2005, Medaille von Hans Karl Burgeff, 200 Jahre Kölner Gymnasial- und Stiftungsfonds, 2005; Medaille von Agatha Kill, Otium ex Arte Baur Coloniensis, 2005, Medaille von Victor Huster, Stiftungsmedaille des Kölner Gymnasial- und Stiftungsfonds, 2012.
Jürgen Maria Baur starb am 15. November 2022 im Alter von 87 Jahren und wurde am 3. Dezember 2022 auf dem Südfriedhof in Köln bestattet.

## Veröffentlichungen
- Gott, Recht und Weltliches Regiment im Werke Calvins, Bonn 1965
- Investmentgesetze, Kommentar zum Gesetz über Kapitalanlagegesellschaften (KAGG) und zum Gesetz über den Vertrieb ausländischer Investmentanteile (AuslInvestmG), Berlin 1970
- Dasselbe, nebst Länderübersicht EG/EWR-Staaten, Japan, Schweiz, USA, 2 Teilbände, 2. Auflage, Berlin – New York 1997
- Die Europäische Investmentrichtlinie und das Investmentrecht in den Staaten der Europäischen Union, in: Elisabeth Hehn (Hrsg.), Asset Management, Finanzdienstleistungen von und für Versicherungen, Stuttgart 1998
- Investmentgeschäfte, in: Assmann/Schütze, Handbuch des Kapitalanlagerechts, 3. Auflage, München 2007
- Investmentgeschäft, bearbeitet von Ziegler, in: BuB, Bankrecht und Bankpraxis, Loseblatt, Hellner u. a. (Herausgeber), 96. Lieferung, Köln 2012
- Katalog einer Sammlung Fayencen aus Proskau (Proskau bei Oppeln/Oberschlesien), Köln 1987
- Nachfahrentafel Nicola Baur aus Adenau (Eifel), Köln 1988

## Ehrung
- Ritter des päpstlichen Silvesterordens (2012)[5]